# Villars-Fontaine
Villars-Fontaine is een gemeente in het Franse departement Côte-d'Or (regio Bourgogne-Franche-Comté) en telt 130 inwoners (2004). De plaats maakt deel uit van het arrondissement Beaune.

## Geografie
De oppervlakte van Villars-Fontaine bedraagt 2,9 km², de bevolkingsdichtheid is 44,8 inwoners per km².
De onderstaande kaart toont de ligging van Villars-Fontaine met de belangrijkste infrastructuur en aangrenzende gemeenten.

## Demografie
Onderstaande figuur toont het verloop van het inwonertal (bron: INSEE-tellingen).